# Virke, Kävlinge kommun
Virke är kyrkbyn i Virke socken i Kävlinge kommun i Skåne belägen väster om Eslöv och norr om Lund.
I byn ligger Virke kyrka.